# Collégiale Notre-Dame de Villefranche-de-Rouergue
La collégiale Notre-Dame de Villefranche-de-Rouergue est une ancienne collégiale située sur la commune de Villefranche-de-Rouergue dans le département de l'Aveyron. Elle a été classée Monument historique par arrêté du 15 juillet 1892.

## Historique

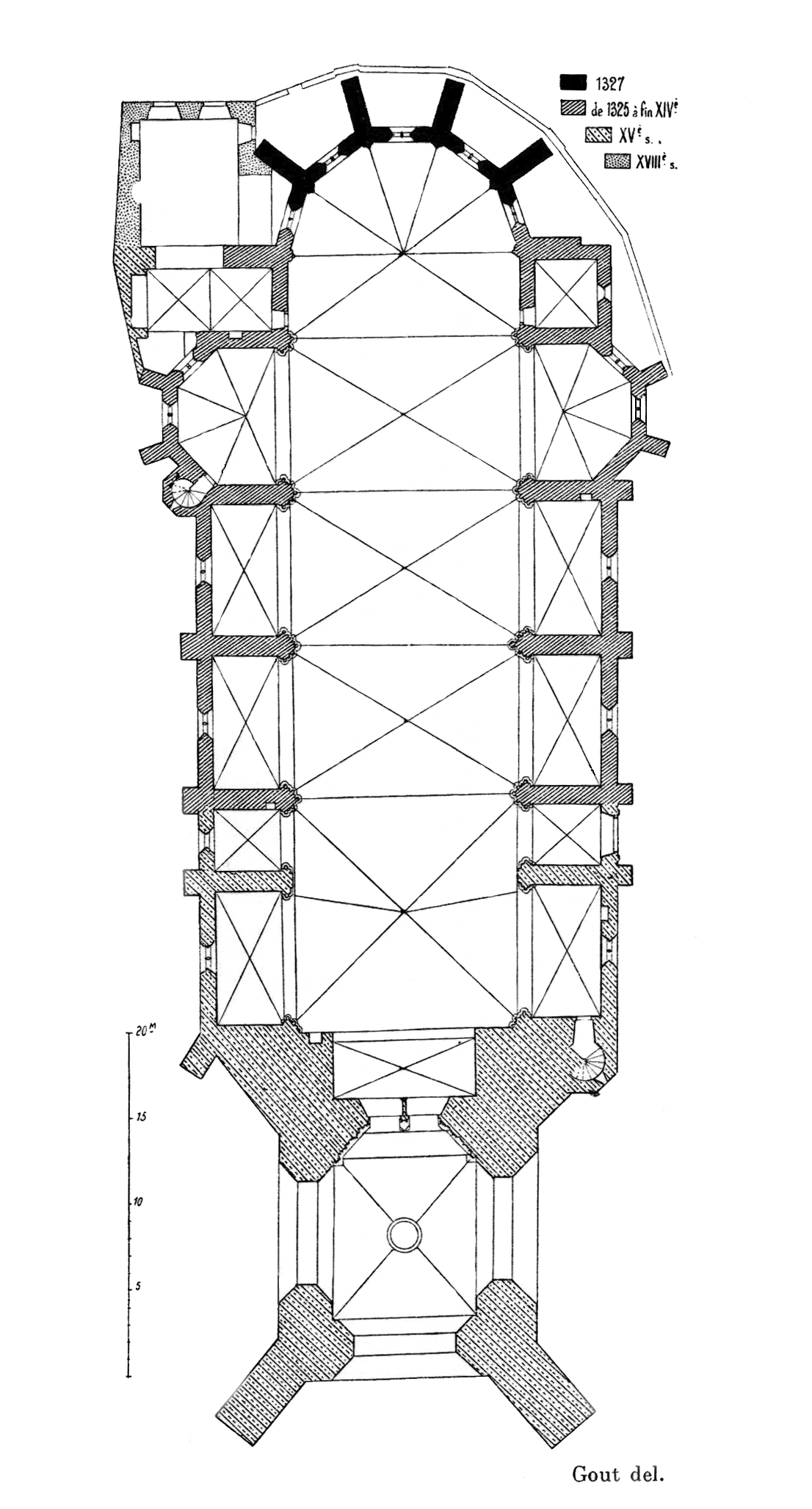
Plan de la collégiale Notre-Dame par Paul Gout.
Congrès archéologique de France 1937.

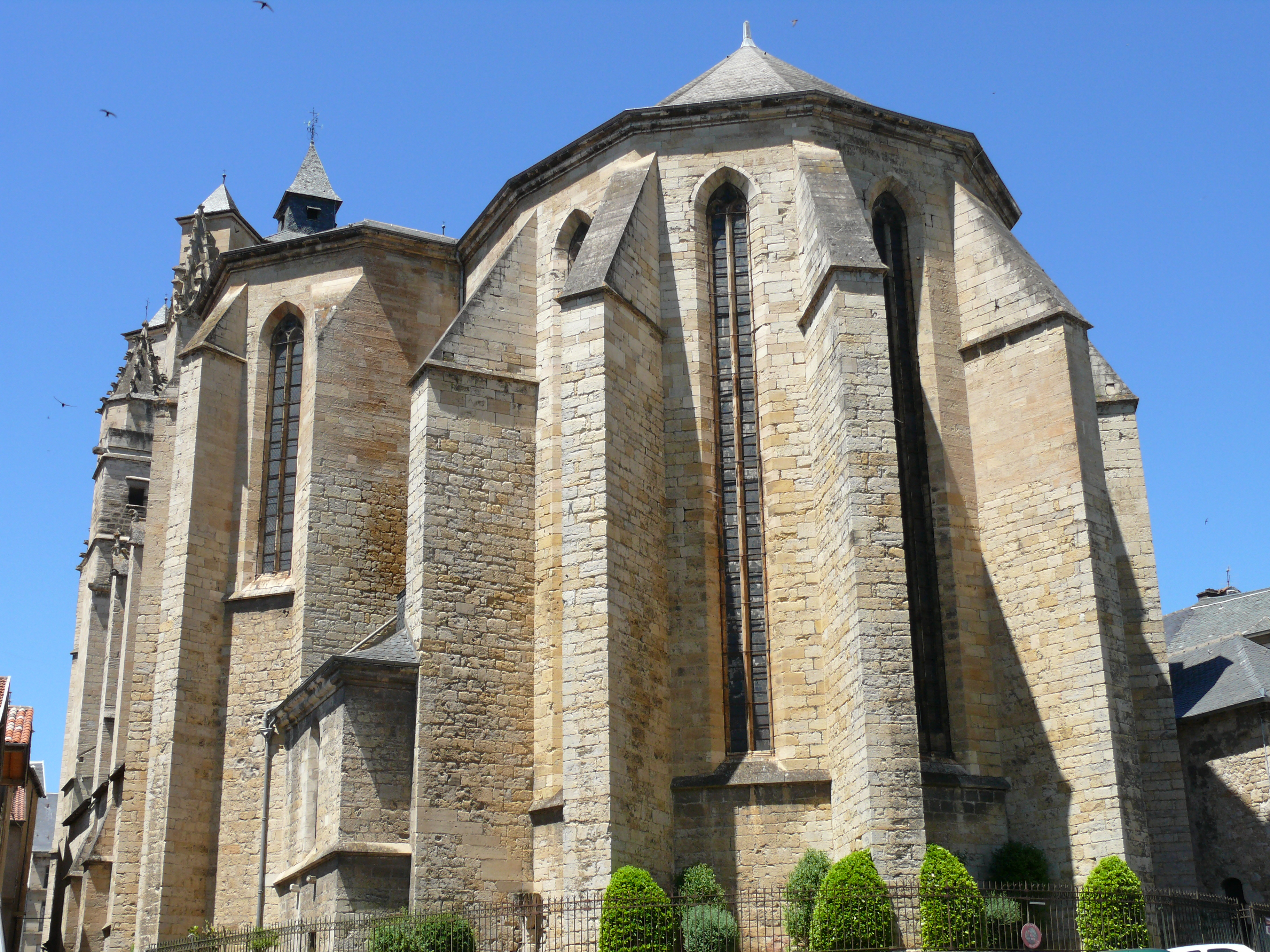
Le chevet construit entre 1260 et 1327.

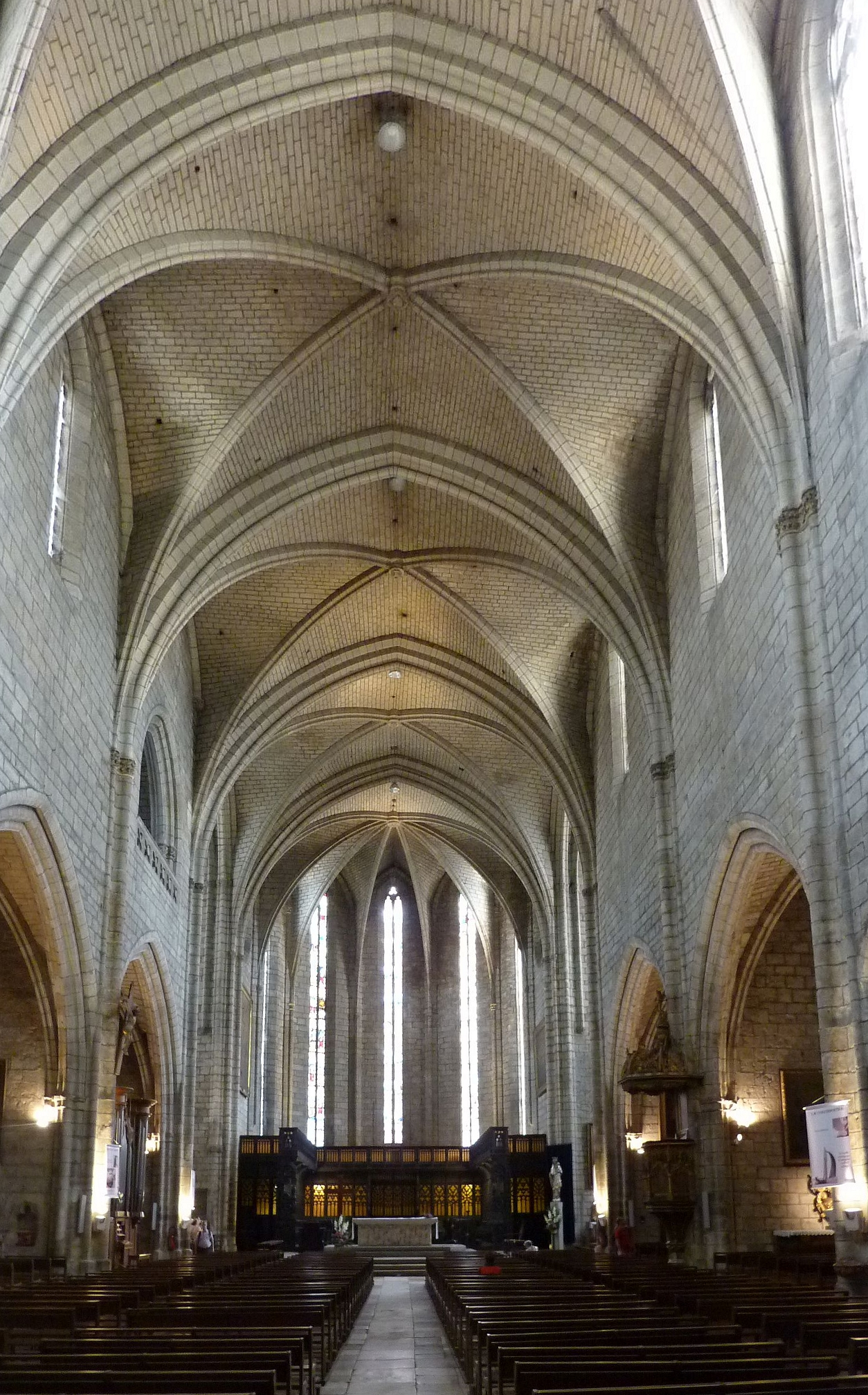
La nef et l'abside.

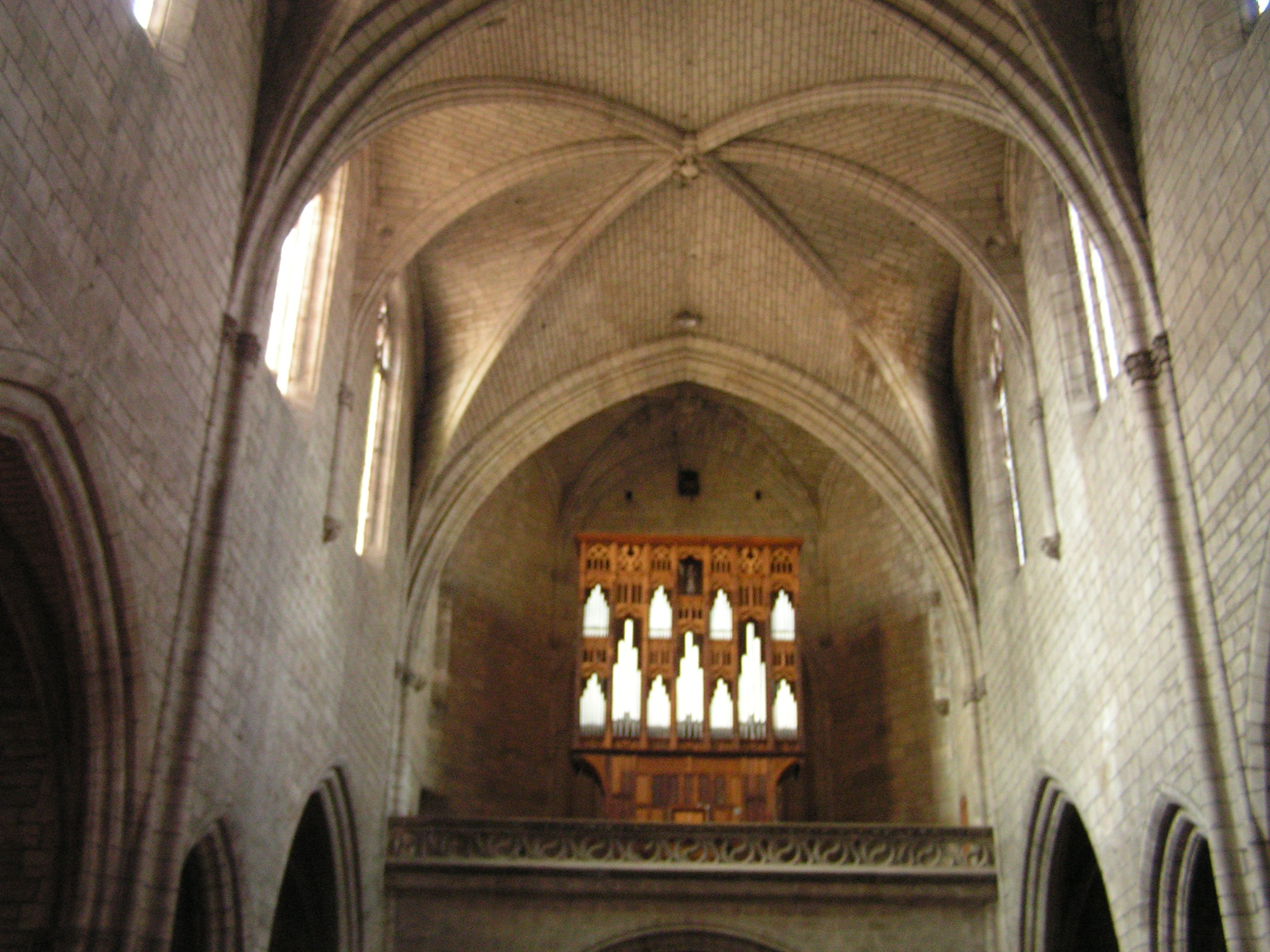
Voûte sexpartite de la première travée.

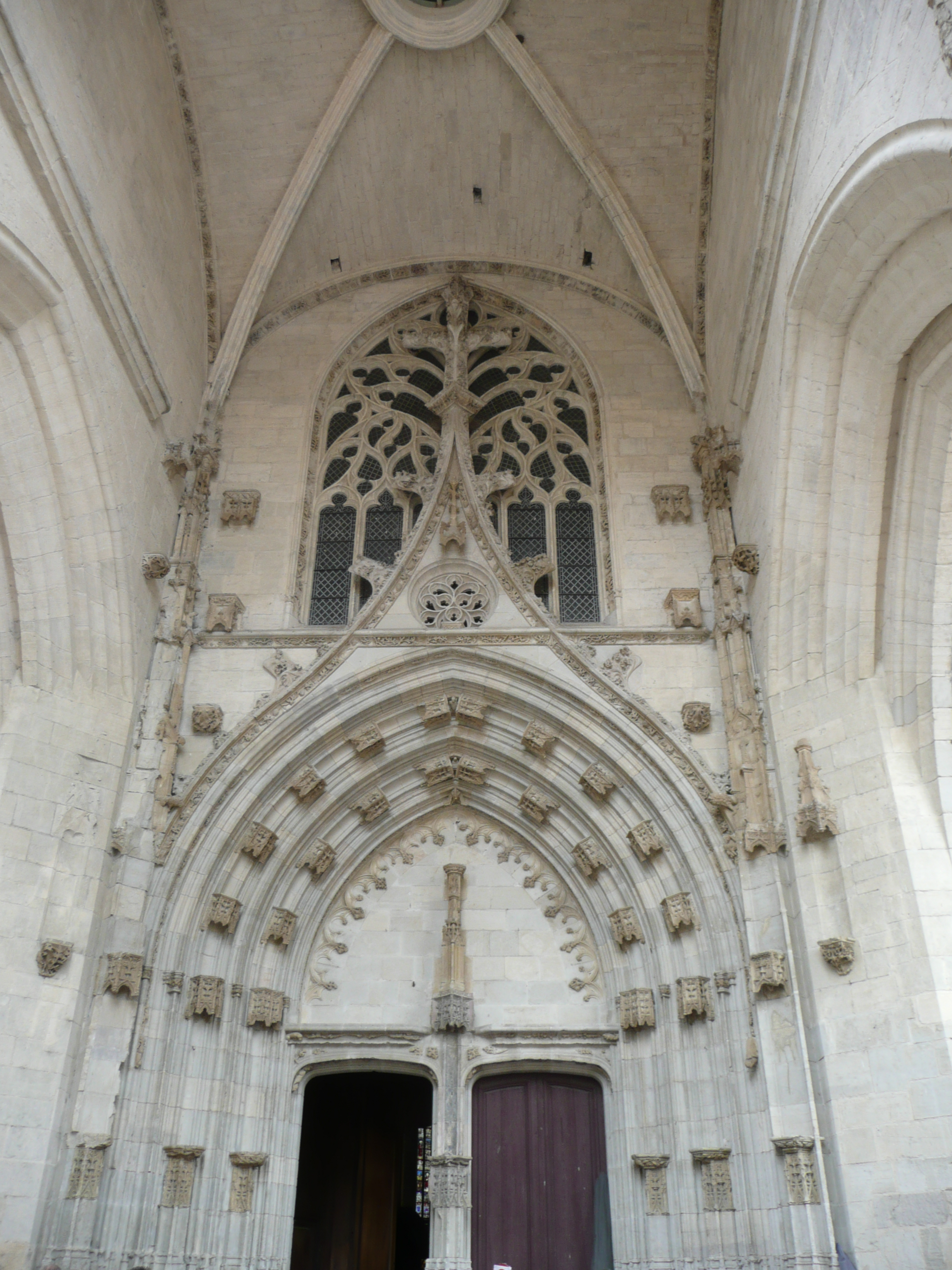
Le portail occidental.

La bastide de Villefranche est fondée en rive gauche de l'Aveyron, en 1099, par Raymond IV de Saint-Gilles, comte de Toulouse. N'ayant pas d'église, les habitants de la bastide doivent aller à Saint-Carpil, actuellement Saint-Jean-d'Aigremont.
Après la mort de Raymond VII de Toulouse, son gendre Alphonse de Poitiers, frère de Louis IX, assure le gouvernement du comté de Toulouse. Jean des Arcis, sénéchal de Rourgue, décida de transférer Villefranche sur la rive droite. Le plan de la ville est dressé, la position de l'église est fixée. Sa première pierre est posée en 1252. La charte de privilèges et de franchises est signée à Vincennes en 1256 par le comte de Toulouse. La ville est bâtie en quatre ans. 
La construction de l'église commence en 1260. Le plan prévu reprend celui habituel dans les églises de style gothique méridional : une église à nef unique dont la voûte est tenue par des contreforts. Le clocher était prévu côté nord, à l'ouest du transept, au-dessus de ce qui est la chapelle nord de la troisième travée de la nef. Pour Urbain Cabrol, la position du clocher aurait été modifiée pour sa position actuelle sur intervention d'Eustache de Beaumarchais, sénéchal de Toulouse et d'Albi au temps d'Alphonse de Poitiers, et qui possédait des droits importants dans le comté et une grande influence à Villefranche. Après la mort d'Alphonse de Poitiers, en 1271, le comté de Toulouse entre dans le domaine royal.
En attendant la fin de la construction, une chapelle provisoire est desservie par un prêtre de Saint-Carpil. Le premier archiprêtre, entre 1301 et 1323, est Hugues de Saint-Gemme.
En 1301, l'évêque de Rodez Pierre de Plainecassagne a transféré l'archiprêtré de Rodez à Villefranche-de-Rouergue et lui assigne trois paroisses comme bénéfices, Saint-Jean de Beuzac, Saint-Carpil et Saint-Memory. Mais en 1302, les murs du chœur sont à peine commencés. Ils vont traîner jusqu'en 1327, à cause de la « guerre de Guienne suscités par les Anglais durant le temps ».
En 1321, l'abbaye de Bonnecombe a donné 32 chênes pour la construction de l'église. La construction du transept est entreprise dans les années 1320. En 1327 est établi le petit clocher servant à monter à la tribune où se trouve l'orgue et à accéder pà la chapelle Saint-Michel. En 1336, on travaille à l'achèvement de la chapelle Saint-Jean qui est le bras sud du transept. De part et d'autre de la travée droite du chœur ont été établies des sacristies. Celle du sud est prévôtale, celle du nord est curiale.
La construction des remparts de la ville, à partir de 1342, va ralentir fortement la construction de l'église car les matériaux qui lui étaient réservés sont pris pour les remparts. C'est ce qu'indique une requête adressée au roi Charles VI, en 1419, pour achever la construction de l'église paroissiale. Jusqu'à cette date, des chapelles sont construites le long des murs commencés de la nef en fonction des testaments. Dans le testament rédigé en 1348, Barthélemy del Podio ou Delpech signale la construction par son père et son oncle de la chapelle Saint-Blaise, actuelle chapelle du Sacré-Cœur. En 1375 est construite l'actuelle chapelle Sainte-Catherine, troisième chapelle du côté sud. La chapelle Saint-Antoine-de -Padoue est bâtie à la suite du testament de Jean Colomb, en 1406. La même année, les consuls sont autorisés à prélever des droits pour réparer l'église.
Dans la requête de 1419, les consuls décrivent l'avancement de l'église et le plan d'investissement pour l'achever et demandent au roi de les aider en accordant des subsides et en les dispensant de taille. Ces demandes sont acceptées dans une lettre du 23 mars 1419. Les travaux ont dû reprendre en 1421 car une sentence rendue par le sénéchal de Rouergue enregistre l'accord entre les consuls et la fabrique de l'église. En 1431, les consuls signent un prix-fait pour la construction d'une partie de l'église avec les maçons Jean Masso, Laurens de Saint-Thomier et Jean d'Orlhens. En 1444, « le couvert de la grande église ayant esté achevé, on fit faire les vitres qui sont autour de du grand autel d'icelle, qui estoient de beau verre peint ». 
Les voûtes ont été construites d'est en ouest. L'analyse de la structure de l'église montre que les deuxième et troisième travée de la nef ont été réalisées en même temps. La clef de voûte de la troisième travée porte les armes de Guillaume de la Tour d'Olliergues, évêque de Rodez, qui a démissionné en 1457. Les voûtes de ces deux travées doivent donc dater des années 1450.
Des orgues sont installés en 1433 sur la tribune de la chapelle Saint-Michel, au-dessus de la dernière chapelle côté nord, qui est située à l'emplacement prévu initialement pour le clocher. Les consuls font installer leur banc dans la chapelle Sainte-Luce, dans le bras nord du transept. En 1436 est commencée la chapelle Saint-Antoine, en vis-à-vis de la fausse porte latérale, deuxième chapelle côté nord.
La réalisation d'un clocher au nord de la nef est abandonné et sa partie supérieure est arasée à la fin du XVe siècle quand on a établi la nouvelle salle des cloches dans le clocher-porche et pour poser la nouvelle toiture. Le choix de réaliser un clocher-porche imposant au-dessus de la rue passant devant l'église a modifié le projet de la première travée de l'église en imposant de puissants piliers dans la nef. La première travée de la nef bordée de deux chapelles et le clocher occidental sont entrepris en même temps. L'allongement de la première travée qui en a résulté a conduit à la couvrir par une voûte sexpartite. En 1474, les annales indiquent que les voûtes de la collégiale sont en place. Un bail à forfait passé le 27 juillet 1472 par les consuls à Bernard et Jean Palis montre que l'église devait être couverte de tuiles rouges vernissées.
En 1453 les maçons Antoine et Guillaume Vacquenières sont chargés de monter un nouvel étage du clocher. On peut voir à cet étage des amorces de voûtes et les armes de la famille Malroux qui a compté plusieurs consuls de la ville. Sur le portail occidental on voit deux rangées de socles et de dais pour une statuaire qui n'a probablement jamais été réalisée. Au-dessus, une vaste baie ouverte sur toute la largeur de la façade a une qualité qui peut être rapprochée des baies du petit cloître de la chartreuse Saint-Sauveur. Si le portail avait été terminé, il aurait une structure proche du portail sud de la cathédrale de Rodez.
En 1433 est entrepris la première tentative pour ériger l'église en collégiale malgré l'opposition du chapitre de la cathédrale de Rodez et de son évêque. Dans une bulle donnée le 31 août 1444, le pape Eugène IV a créé le nouveau chapitre. Deux autres bulles sont données, puis une transaction est passée en février 1453 entre l'évêque de Rodez et le chapitre de Villefranche au cours de laquelle l'évêque accepte la dernière bulle du pape Nicolas V.
En 1473, les chanoines commandent à André Sulpice, huchier venant de Marvejols et originaire de Bourges, les stalles du chœur liturgique pour un prix de six cents livres et soixante pintes de vin. En 1484, les consuls demandent une réduction de huit stalles, mais en 1486 le président du parlement de Toulouse intervient en faveur du chapitre. Les stalles sont réalisées entre 1473 et 1487. Elles ont été mises en place dans la collégiale en 1496.
Un incendie de la maison consulaire en 1503 amène à placer l'horloge municipale dans le clocher à l'emplacement de la fenêtre donnant sur la place (cette fenêtre a été rétablie). Des travaux sont encore entrepris en 1510.
La collégiale est consacrée le 24 juin 1519 par François d'Estaing, évêque de Rodez, à la demande de son neveu, Robert d'Estaing, prévôt du chapitre de Villefranche. La sacristie côté nord est agrandie une première fois.
Le 25 novembre 1561, Raymond Gautier, sieur de Savignac, et un groupe de protestants se sont emparés de la collégiale et l'ont pillée. Des catholiques se sont réfugiés dans le clocher. Les stalles sont endommagées, les statuettes des stalles basses sont détruites. À l'annonce de l'arrivée d'une troupe envoyée par le cardinal Georges d'Armagnac, ils quittent la ville.
Les consuls demandent à Dominique Bachelier d'améliorer la défense du clocher avec une plateforme au sommet pouvant supporter des canons, mais il n'y a eu qu'un début d'exécution. Il a prévu de construire un dôme mais ce projet est aussi abandonné. En 1585, c'est l'ingénieur Alexandre Cornol qui dessine la toiture à quatre pans actuelle du clocher, terminée en 1604. Les consuls font démolir le corps de garde qui y était établi en 1594.
Le vent et la grêle endommagent les verrières en 1696. En 1712, l'intendant de Montauban Legendre demande la réparation des verrières.
En 1750, Joseph de Lavigne, prévôt du chapitre, fait mettre les stalles à leur positionnement actuel. Les stalles comptent soixante-deux sièges. Le conseil municipal vote le 6 mars 1750 le blanchissage de l'église qui est confié à Pierre Pradelle, de Figeac. La sacristie nord est agrandie.
Les stalles ont été de nouveau endommagées pendant la Révolution. L'église devient successivement église constitutionnelle, temple de l'Être suprême, magasin à fourrage, mais elle ne subit pas de dommages importants. Cependant on menace de détruire le clocher-porche mais la municipalité envoie une supplique pour montrer les dangers d'une telle démolition et pour indiquer qu'il serait plus intéressant d'exalter la Liberté ou la Raison en plaçant une statue de ces déesses au sommet du clocher. Ce projet est accepté par le représentant Paganel. Cette décision est annoncée aux habitants par : « Lou gordoren, lou clouquié ».
Le vitrail de Notre-Dame du Rosaire de la fenêtre d'axe est réalisé en 1877. De part et d'autre, il y a les deux verrières du XVe siècle (verrières de la Création au nord, et du Credo, au sud) qui ont été restaurées et complétées en 1941 par l'atelier Francis Chigot de Limoges.
Après le classement de l'église en 1892, des restaurations sont effectuées. Elles sont réalisées entre 1896 et 1898 sous la direction de l'architecte Paul Gout. L'église est débadigeonnée et les joints intérieurs sont repris.

## Architecture
La nef, divisée en quatre travées des XIVe et XVe siècles, est flanquée de chapelles construites entre les contreforts. Une travée un peu plus grande, avec des chapelles polygonales, forme le transept. La première travée du chœur date de la fin du XIVe siècle tandis que l'abside pentagonale est un plus tardive. Elle est commencée dès 1260 mais n'est terminée que vers 1340 et les voûtes sont de la première moitié du XVe siècle.
L'énorme clocher-porche du XVe siècle sert de narthex à l'église ; il est malheureusement inachevé et couvert dans sa partie haute par une simple toiture.

## Mobilier
L'église Notre-Dame renferme une série importante d'antiquités classées :
- Les stalles du chœur en bois sculpté du XVe siècle[4].
- La chaire à prêcher en pierre du XVe siècle, l'escalier et l'abat-voie étant du XVIIIe siècle[5].
- Tableau de l'école espagnole de saint Antoine-de-Padoue du XVIIe siècle[6].
- Tableau de la Visitation du XVIIe siècle[7].
- Tableau de saint Roch du XVIIe siècle[8].
- L'autel en marbre polychrome et en bois doré du XVIIe siècle[9].

- Christ en croix intitulé Il souffre pour nous, œuvre de Geneviève Pezet (1913-2009).

## Les orgues
La collégiale est dotée de deux orgues : un orgue de chœur et un orgue de tribune.
Les premières orgues ont été installés dans la collégiale en 1433.
L'orgue a été construit vers 1845 par Théodore Puget en réutilisant six jeux anciens, antérieurs à 1650. Seule la partie instrumentale a été protégée au titre d'objet le 9 février 1976.

## Les cloches

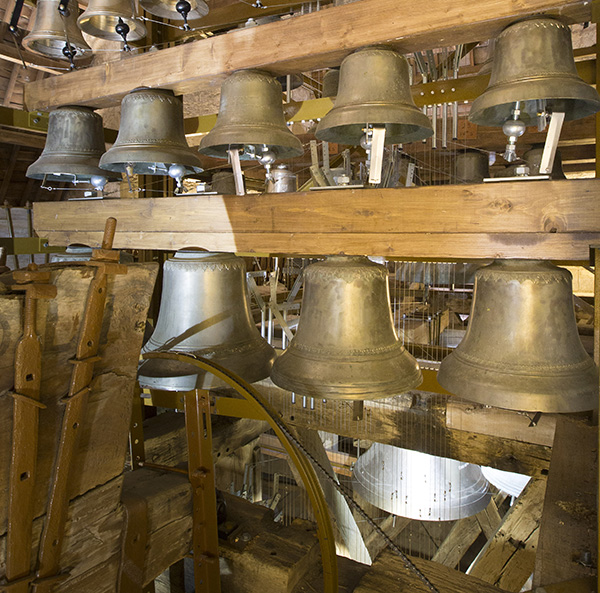
Carillon de Villefranche-de-Rouergue.

Le clocher-porche de la collégiale abrite un important ensemble de 49 cloches :
- une cloche, logée dans le lanternon posé sur la toiture du clocher, sonne les heures ;
- 48 cloches (dont 7 de volée), d’un poids total d’environ 11 tonnes, installées dans la salle des cloches, située à mi-hauteur du clocher porche de la collégiale, soit à environ 30 m de haut. Elles assurent à la fois sonneries et carillon.

Il s'agit d'un carillon manuel doté d'un clavier de type "coup de poing". Il est régulièrement joué par les deux carillonneurs titulaires de la collégiale.
Le carillon de Villefranche-de-Rouergue a été entièrement restaurée en 2014-2015 par les bénévoles de l'association des Amis du Carillon de Villefranche-de-Rouergue.